# Stichodactyla helianthus
Stichodactyla helianthus is een zeeanemonensoort uit de familie Stichodactylidae.
Stichodactyla helianthus is voor het eerst wetenschappelijk beschreven door Ellis in 1768.